# 政光真吾
政光 真吾（まさみつ しんご、1985年（昭和60年）7月17日 -）は、福岡県福岡市出身の日本の構成作家。株式会社NECLA代表取締役。

## 来歴
福岡県立柏陵高等学校を経て、福岡大学商学部第二部商学科を卒業した。新卒で広告代理店に就職するが、1年で退職する。
2009年に東京NSC構成作家コースに入学。TIM（お笑いコンビ）に憧れてお笑い業界へ進んだ。
よしもとプリンスシアターでの見習い作家を経て、あるあるYY劇場やよしもと天神ビブレホールのイベントを担当した。
2018年よりPodcast番組「歴史を面白く学ぶコテンラジオ」に携わり、配信エピソードのタイトル制作やYouTubeでのエンディングコメントなどを担当している。同番組はJAPAN PODCAST AWARDS2019にて大賞を受賞したほか、協賛のSpotifyが選ぶ「Spotify賞」もダブルで受賞した。
2022年よりPodcast番組「すごい進化ラジオ」のタイトル制作を手掛けてい（すでに終了）。

## 人物
ボートレース芸人「いっちゃく先生」を考案した。
宣伝会議コピーライター養成講座基礎コースを修了している。

## Podcast
- 歴史を面白く学ぶコテンラジオ